# Salival
Salival — бокс-сет американського рок-гурту Tool, що вийшов 2000 року та містив рідкісні відео- та аудіозаписи.

## Про альбом
Бокс-сет американського рок-гурту Tool вийшов 2000 року на лейблі Volcano. Він складався із компакт-диска з неопублікованими раніше аудіозаписами та VHS або DVD з відеокліпами гурту.
Аудіоскладова релізу складалася з восьми пісень, п'ять з яких було записано під час концертів, а ще три — в студії. Наживо було виконано чотири власних пісні гурту — «Third Eye», «Part of Me», «Pushit» та «Merkaba», — а також кавер-версію пісні «You Lied», написану гуртом Peach, в якому до Tool грав бас-гітарист гурту Джастін Ченселлор. Частину цих пісень було записано за участі сторонніх музикантів: Вінс де Франко (синтезатор на «Third Eye»), Алок Дутто (табла на «Pushit») та лідер Melvins Базз Осборн (друга гітара на «You Lied»).
Три нові пісні — «Messege to Harry Manback II», «No Quarter» та «L.A.M.C.» («L.A. Municipal Court») — були записані в студії під керівництвом продюсера Девід Боттрілла. Перша і третя з них містили фрагменти телефонних розмов, поєднані із музичним супроводженням, а «No Quarter» була подовженою кавер-версією пісні Led Zeppelin. Окрім цього, слідом за останньою композицією альбому було приховано двохвилинний трек «Maynard's Dick» (укр. Пеніс Мейнарда).
Окрім цього, бокс-сет містив відеокліпи гурту. До складу VHS-видання увійшло чотири кліпи Tool на пісні з їхніх двох студійних альбомів Undertow (1993) та Ænima (1996) — «Sober», ««Prison Sex»», «Stinkfist» та «Ænema»». DVD-видання також містило чорно-біле відео на пісню «Hush» з мініальбому Opiate (1992).
Оглядач Грег Кот (Rolling Stone) оцінив Salival на три з половиною зірки з п'яти, назвавши найкращою його частиною відеокліпи, а не нові записи. Гері Граф (Wall of Sound) присвоїв йому рейтинг 70 (зі 100), зауваживши, що не варто намагатися зрозуміти Tool, замість цього можна пошукати в цьому альбомі щось цікаве, доки гурт не видав повноцінний новий альбом. На сайтах AllMusic та Dotmusic Salival оцінили на три зірки з п'яти.

## Список пісень
| CD (аудіо) | CD (аудіо)                         | CD (аудіо) |
| #          | Назва                              | Тривалість |
| ---------- | ---------------------------------- | ---------- |
| 1.         | «Third Eye» (наживо)               | 14:05      |
| 2.         | «Part Of Me» (наживо)              | 3:32       |
| 3.         | «Pushit» (наживо)                  | 13:56      |
| 4.         | «Messege To Harry Manback II»      | 1:14       |
| 5.         | «You Lied» (наживо, кавер Peach)   | 9:17       |
| 6.         | «Merkaba» (наживо)                 | 9:48       |
| 7.         | «No Quarter» (кавер Led Zeppelin)  | 11:12      |
| 8.         | «LAMC»                             | 6:43       |
| 9.         | «Maynard's Dick» (прихований трек) | 3:45       |

| VHS / DVD (відео) | VHS / DVD (відео)                       | VHS / DVD (відео) |
| #                 | Назва                                   | Тривалість        |
| ----------------- | --------------------------------------- | ----------------- |
| 1.                | «Sober»                                 |                   |
| 2.                | «Prison Sex»                            |                   |
| 3.                | «Stinkfist»                             |                   |
| 4.                | «Ænema»                                 |                   |
| 5.                | «Hush» (не вказано в списку композицій) |                   |

## Учасники запису
| Tool - Джастін Ченселлор, - Денні Кері, - Мейнард Джеймс Кінен, - Адам Джонс. | Інші музиканти - Алок Дутто — табла («Push It»), - Базз Осборн — гітара («No Quarter»), - Вінс Де Франко — синтезатор («Third Eye»), - Девід Боттріл — клавішні («Harry II»). |